# 'Ot 'n' Sweaty
''Ot 'n' Sweaty je čtvrté studiové album (obsahující i koncertní skladby) americké hardrockové skupiny Cactus. Album vyšlo v srpnu 1972 u vydavatelství Atco Records. Z původní sestavy, která nahrála tři předchozí alba, ve skupině zůstali pouze bubeník Carmine Appice a baskytarista Tim Bogert. Kytaristu Jima McCartyho nahradil Werner Fritzschings a zpěváka Rustyho Daye pak Peter French. Ke skupině se rovněž přidal klávesista Duane Hitchings, který se jako host podílel i na jejich předchozím albu Restrictions. Jde o poslední album skupiny do roku 2006, kdy vyšlo Cactus V.

## Seznam skladeb
| Pořadí | Název                     | Délka |
| ------ | ------------------------- | ----- |
| 1.     | Swim                      | 4:42  |
| 2.     | Bad Mother Boogie         | 5:21  |
| 3.     | Our Lil Rock-n-Roll Thing | 7:01  |
| 4.     | Bad Stuff                 | 3:11  |
| 5.     | Bringing Me Down          | 5:25  |
| 6.     | Bedroom Mazurka           | 4:38  |
| 7.     | Telling You               | 5:09  |
| 8.     | Underneath the Arches     | 0:26  |

## Obsazení
- Carmine Appice – bicí, perkuse, doprovodný zpěv
- Tim Bogert – baskytara, doprovodný zpěv
- Werner Fritzschings – kytara
- Peter French – zpěv
- Duane Hitchings – varhany, klavír, klávesy